# 季道帥
季 道帥（ジー・ダオスワイ、1992年2月7日 - ）は、中華人民共和国の男子バレーボール選手である。

## 来歴
中国の山東省出身。華南理工大学卒業。12歳の頃、先生に選ばれたのをきっかけにバレーボールを始める。
2012年、中国代表としてAVCカップに出場し、金メダルを獲得する。以降も中国代表に選出され、世界選手権やワールドリーグ（ネーションズリーグ）にも出場する。後に中国代表キャプテンも務める。
2013年、山東に入団。
2019年、サントリーサンバーズに入団した。2020/21シーズンも、サントリーサンバーズと契約した。
2021年、山東に復帰した。

## 球歴
- 中国代表
  - 世界選手権 - 2014年、2018年
  - ネーションズリーグ - 2018年、2019年
  - アジア選手権 - 2015年、2017年、2019年
  - AVCカップ - 2012年、2016年
  - アジア競技大会 - 2014年
  - ワールドリーグ - 2014年、2015年、2016年、2017年

## 所属チーム
- 山東（2013-2019年）
- サントリーサンバーズ （2019-2021年）
- 山東（2021-2023年）
- 福建（2023年-）